# Carl Johan Lund
Carl Johan Lund, född 5 januari 1831 i Adolf Fredriks församling, Stockholms stad, död 4 augusti 1914 i Maria Magdalena församling, Stockholms stad, var en svensk orgelbyggare. Son till orgelbyggaren Johan Lund i Stockholm.

## Biografi
Carl Johan Lund föddes 1831 i Stockholm. Han var son till orgelbyggaren Johan Lund och Amina Jakobina Lemke. Lund tog 14 februari 1854 orgelbyggarexamen vid Kungliga Musikaliska akademien och var från 1856 till 1857 anställe hos orgelbyggaren Johan Samuel Strand i Västra Vingåkers socken. Han anställdes 1861 hos orgelbyggaren Per Larsson Åkerman, ingick 1866 kompanjonskap med honom under firmanamnet P L Åkerman & Lunds orgelfabrik. Lund fortsatte efter Åkermans död 1876, som företagets chef. Han fick 25 april 1881 burskap i Stockholm och blev 1882 Associé av Kungliga Musikaliska Akademien. Företaget ombildades i november 1893 till aktiebolag under namnet P L Åkerman & Lunds orgelfabriks ab och Lund blev VD i företaget. 1898 flyttade fabriken till Sundbyberg. 
Lund avgick 1905 från bolaget och utövade till 1909 egen verksamhet tillsammans med sonen Carl Axel Lund.
Firman fick namnet C J Lund & Son. På utländska studieresor inhämtade han fruktbärande rön; han införde i svenska orgelbyggeriet bland annat magasinsbälgen och luftlådor efter Hilborne Roosevelts pneumatik (1888). Han nybyggde omkring 250 orglar i riket.

### Familj
Lund gifte sig första gången 25 juli 1852 i Ytterenhörna socken med Kristina Katarina Ersdotter (1831–1903), dotter till bonden Eric Larsson och Stina Persdotter. De fick tillsammans sonen orgelbyggaren Carl Axel Lund (1856–1925).
Lund gifte sig andra gången 12 juni 1904 i Klara församling, Stockholm med Charlotta Kristina Reinholdina Dahlgren (1864–1928), dotter till handlanden Anders Reinhold Dahlgren och Maria Charlotta Högberg.

## Orglar
- 1856 - Sköldinge kyrka
- 1860 - Runtuna kyrka
- 1861 - Hyltinge kyrka
- 1862 - Gustav Adolfs kyrka, Hagfors kommun
- 1862 - Fläckebo kyrka (står nu hos kantor S. von Knorring, Fläckebo)